# Jiří Skalák
Jiří Skalák (Pardubice, 1992. március 12. –) cseh válogatott labdarúgó, aki jelenleg a Boleslav játékosa.

## Sikerei, díjai
- Csehország U19
  - U19-es labdarúgó-Európa-bajnokság döntős: 2011